# Apanteles pycnos
Apanteles pycnos är en stekelart som beskrevs av Nixon 1965. Apanteles pycnos ingår i släktet Apanteles och familjen bracksteklar. Inga underarter finns listade i Catalogue of Life.